# 法屬幾內亞
法屬幾內亞（法語：Guinée française）是法蘭西殖民帝國在非洲的一塊殖民地，屬於法屬西非的一部分，即今日的幾內亞。
法國勢力在十九世紀時進入西非地區，1891年在幾內亞沿海建立殖民據點，以科納克里作為殖民地首府。1895年法屬幾內亞與周邊的塞內加爾殖民地、法屬蘇丹（今馬利）、象牙海岸共同組成法屬西非。
1958年，幾內亞投票拒絕法國的第五共和憲法，並制定獨立憲法，成為法屬西非第一個獨立的國家。